# Taylor Lautner
Taylor Daniel Lautner (Grand Rapids, 11 februari 1992) is een Amerikaans acteur. Hij is het bekendst door zijn vertolking van Jacob Black in de Twilight-filmserie. Eerder was hij onder andere te zien in familiefilms als The Adventures of Sharkboy and Lavagirl en Cheaper by the Dozen 2.

## Biografie
Lautner werd geboren als zoon van de piloot Danil Lautner en Deborah Lautner, die voor een software ontwikkelingsbedrijf werkt. Hij is rooms-katholiek opgevoed in Hudsonville, Michigan, en verhuisde met zijn familie op jonge leeftijd naar Santa Clarita. Naast zijn Nederlandse, Franse en Duitse bloed zegt hij ook wat Inheems (voornamelijk Ottawa en Potawatomi) bloed te hebben via zijn moeder. Hij heeft een jongere zus.

### Karate
Lautner begon met karate toen hij zeven jaar oud was en volgde een opleiding op Fabiano's Karate School. Hij werd al snel uitgenodigd om te trainen met zevenvoudig wereldkampioen karate Mike Chatten. Op zijn achtste werd hij gevraagd om voor zijn land uit te komen in de categorie tot twaalf jaar van de World Karate Association. Hij werd "Junior World Forms and Weapons Champion" en won drie gouden medailles. In 2003 werd hij 's werelds nummer 1 "NASKA's Black Belt Open Forms, Musical weapons, Traditional Weapons en Traditional Forms". Op zijn twaalfde had hij drie juniorwereldkampioenschappen op zijn naam staan.

### Acteercarrière
Lautner begon met acteren door zijn karatecoach, die de rol van de blauwe Power Ranger heeft vertolkt. Zijn coach haalde hem over auditie te doen voor een Burger King-advertentie in Los Angeles. Vlak daarna reisde het gezin continu heen en weer om Lautner auditie te laten doen voor verschillende rollen. Toen hij tien was namen zijn ouders de beslissing te verhuizen naar Los Angeles zodat Lautner zich nog meer op het acteren kon concentreren. Na de verhuizing naar Los Angeles heeft Lautner verschillende rollen gespeeld in "My Wife and Kids" (2001), "Summerland" (2004), "The Bernie Mac Show" (2001), en The Nick & Jessica Variety Hour (2004) (tv). Naast zijn televisiecarrière is Taylor succesvol in voice-over werk. Hij heeft een terugkerende rol gespeeld als Youngblood in de cartoon "Danny Phantom" (2004) en heeft hij twee opnamen gehad van "What's New, Scooby-Doo?" (2002) en 'He's a Bully, Charlie Brown'. Lautner heeft ook een serie opnamen op zijn naam staan van de serie "Which Whay Is Up?" (1977) samen met de stem van Silas in een animatieserie "Silas en Bretagne".
Zijn doorbraak kwam in 2005 toen hij op dertienjarige leeftijd de rol van Sharkboy in de Robert Rodriguez-film The Adventures of Sharkboy en Lavagirl 3-D (2005) kreeg. Hij bracht drie maanden door in Austin, Texas om te filmen. Binnen enkele maanden kreeg hij na een succesvolle auditie de rol van Eliot, de zoon van Bakers' rivaal in Cheaper by the Dozen 2 (2005).
In oktober 2008 speelde Lautner Christian Slaters zoon in de televisieserie My Own Worst Enemy, totdat de serie stop werd gezet na maar negen afleveringen. Daarna speelde Lautner het Indiaanse personage Jacob Black in Twilight, de verfilming van de gelijknamige roman van Stephenie Meyer. Door grote lichamelijke veranderingen die plaatsvinden in het personage van Jacob Black door de serie heen, overwoog de regisseur van het vervolgdeel New Moon om Lautner te vervangen door een andere acteur. In een poging de rol te behouden, trainde Lautner intensief en kwam hij 14 kilo aan. Hij kreeg hierdoor ook de rol van Jacob in New Moon in 2009 en het vervolg Eclipse in 2010. In ditzelfde jaar speelde hij de rol van Willy Harrinton in de romantische komedie Valentine's Day. Daarna speelde hij ook in Breaking Dawn (2011). In 2011 speelde hij de hoofdrol in de film Abduction. En in 2013 is hij te zien in de film Grown Ups 2 .
In september 2009, presenteerde Lautner samen met Shakira de Best Female Video Award aan Taylor Swift tijdens de 2009 MTV Video Music Awards. Hij was de presentator van Saturday Night Live op 12 december 2009. In 2010, tijdens de 82e Annual Academy Awards, gaf Lautner samen met Twilight-collega Kristen Stewart een eerbetoon aan het horrorfilm-genre.